# 78. bélyegnapi emlékblokk
A 78. Bélyegnap és a hozzá kapcsolódó (2005. június 17–19. között megrendezett) HUNFILA 2005 PÁPA kiállítás alkalmából a Magyar Posta Zrt. 2005. július 18-án bélyegblokkot bocsátott ki. A bélyeg témája az akkor 20 éves Formula–1 magyar nagydíj volt; a képen a Hungaroring versenypályája látható. A bélyeget Svindt Ferenc tervezte.

## A bélyegblokk
A bélyegblokk vágási mérete: 90 x 67 mm, a bélyegkép perforálási mérete: 40 x 31,5 mm. A bélyeg névértéke 500 forint, a blokkhoz pedig 200 forintos felár tartozott. A felárból befolyt összeget a Posta a szervezett bélyeggyűjtés támogatására fordította. A blokkból 100 000 sorszámozott példány került forgalomba. A bélyegblokk az Állami Nyomdában készült, ofszetnyomtatással. A bélyegnapi emlékblokkhoz kapcsolódóan a Posta kétcímletű (50 és 90 forintos) bélyegsorozatot is kibocsátott; ezeken Formula–1-es versenyautók láthatók. Az elsőnapi bélyegzéshez használatos alkalmi borítékon a Hungaroring szoborparkjának néhány alkotása látható, maga az alkalmi bélyegzőn a Hungaroring és a kockás zászló stilizált rajza látható.

## A művészek
A bélyegblokk és a hozzá kapcsolódó sorozat tervezője Svindt Ferenc. A blokk képe Hajdú József fotóművész munkája alapján készült. Az alkalmi borítékon látható szobrok Mihály Gábor szobrászművész alkotásai.